# Шатонеф сир Шер
Шатонеф сир Шер (фр. Châteauneuf-sur-Cher) насеље је и општина у централној Француској у региону Центар (регион), у департману Шер која припада префектури Сент Аман Монрон.
По подацима из 2011. године у општини је живело 1483 становника, а густина насељености је износила 67,5 становника/km². Општина се простире на површини од 21,97 km². Налази се на средњој надморској висини од 149 метара (максималној 174 m, а минималној 132 m).

## Демографија
| 1962. | 1968. | 1975. | 1982. | 1990. | 1999. | 2011. |
| ----- | ----- | ----- | ----- | ----- | ----- | ----- |
| 1.701 | 1.783 | 1.722 | 1.657 | 1.645 | 1.614 | 1.483 |

График промене броја становника у току последњих година